# Каракоч
Каракоч (на турски: Karakoç) е село в Източна Тракия, Турция, Околия Лозенград, Вилает Лозенград.

## География
Селото се намира на 5 километра северозападно от вилаетския център Лозенград (Къркларели).

## История
В 19 век Каракоч е българско село в Лозенградска кааза на Османската империя. Според „Етнография на вилаетите Адрианопол, Монастир и Салоника“, издадена в Константинопол в 1878 година и отразяваща статистиката на населението от 1873 Каракоч (Caracotch) е село със 70 домакинства и 336 жители българи.
В 1908 година следната дописка от Дерекьой е публикувана във вестник „Одрински глас“:
| „ | Нашето положение тук постоянно се влошава. Турските власти непрекъснато ни преследват и затварят. Защо мислите, само затова, че сме българи. От село Каракоч са затваряне 11 души, от Ковчаз затвориха Станко Мечката и освободиха го срещу 10 лири откуп. Ще ограбят и каракоченци, че това ще ги освободят. Турската власт от един месец насам започна една ловитба на всички по-заможни българи из Лозенградско. Разкарва ги до Одрин, ограбва ги и ги освобождава срещу големи откупи. | “ |

На 2 март 1908 година 28 души от Каракоч са арестувани и отведени в Одрин. 25 са освободени, а трима осъдени – Кирчо Иванов на 3 години, Димитър Деянов на 5 години, Ст. Дрожев на 3 години.
Според статистиката на професор Любомир Милетич в 1912 година в селото живеят 70 български екзархийски семейства с 347 души.
При избухването на Балканската война в 1912 година 1 души от Каракоч е доброволец в Македоно-одринското опълчение.
Българското население на Каракоч се изселва след Междусъюзническата война в 1913 година. 34 семейства (159 души) се заселват в Бургаска околия.

## Личности
Родени в Каракоч
- Атанас Михайлов Премянов, български комунист, роден на 20 януари 1902 година, член на БКП от 1924 година, в СССР от 1926 година, член на БКП (б) от октомври 1926 година, арестуван в 1937 година, Реабилитиран с постановление на Особения отдел на НКВД на II отделна Червенознаменна армия от 30 декември 1939 година, отново арестуван през Втората световна война, завърнал се в България през 1963 година, починал през 1973 година[7]
- Петко Василев (1887 – ?), македоно-одрински опълченец, 2 рота на Лозенградската партизанска дружина[8]
- Петър Димов (1881 - ?), деец на ВМОРО, участник в Илинденско-Преображенското въстание в 1903 година с четата на Лазар Маджаров в Одринско[9]